# Premijer liga (košarka)
Premijer liga, (sponzorski FAVBET Premijer liga, ranije A-1 liga, neformalno i Prva hrvatska košarkaška liga) je najviši razred hrvatskog košarkaškog natjecanja.

## Sustav natjecanja
U sezoni 2020./21. dvanaest momčadi igra trokružnim sustavom (33 kola). Osam najuspješnijih momčadi se plasira u doigravanje (play-off) koje se igra po kup-sustavu, a u kojem se četvrtzavršnica i poluzavršnica igraju na dvije pobjede, a završnica na tri pobjede.

### Raniji sustavi
Igralo se po dvokružnom liga-sustavu, jedna utakmica na domaćem parketu i jedan na gostujućem. Zbog slabe konkurencije momčadima Cibone, Zadra, Zagreba i Splita, odlučeno je da hrvatski klubovi igraju u jačem natjecanju, točnije u regionaloj Jadranskoj ligi. Neko vrijeme to se smatralo presedanom u povjesti hrvatske košarke, jer su hrvatski klubovi sudjelovali u nekom drugom natjecanju. Navedene momčadi propuštaju prvi dio prvenstva, dok se ostale momčadi pokušavaju se kvalificirati u Ligu za prvaka. Najbolje četiri momčadi prvog dijela natjecanja, zajedno s navedenim momčadima igraju Ligu za prvaka. Taj dio natjecanja navedene momčadi igraju paralelno s regionalnom ligom. Najbolje četiri momčadi Lige za prvaka odlaze u doigravanje. U doigravanju prvoplasirana momčad igra s četveroplasiranom, dok trećeplasirana momčad igra s drugoplasiranom. Doigravanje se igra na dvije dobivene pobjede, a ako serija otiđe u tri susreta boljeplasirana momčad ima prednost domaćeg parketa.

## Sudionici

### Sezona 2020./21.
- Adria Oil Škrljevo – Škrljevo, Bakar
- Vrijednosnice Osijek –  Osijek
- Alkar – Sinj
- Split – Split
- Šibenka –  Šibenik
- Gorica – Velika Gorica
- Zabok – Zabok
- Sonik Puntamika – Zadar
- Zadar – Zadar
- Cibona – Zagreb
- Dubrava Furnir – Zagreb
- Hermes Analitica – Zagreb

### Popis klubova koji su sudjelovali (1992. – 2023./24.)
U zagradi je godina prvog sudjelovanja.
Poredani abecedno prvo po sjedištu kluba pa zatim po nazivu.
ugašeni klubovi
Klubovi su uglavnom napisani po svojim tradicionalnim nazivima, a u natjecanju su se pojavljivali pod različitim imenima.
Nisu uključeni klubovi koji su sudjelovali samo u kvalifikacijama za A-1 ligu kao prvaci skupina A-2 lige (od 2001./02.).
| - Međimurje – Čakovec (1998./99.) - Dubrovnik – Dubrovnik (2004./05.) - Karlovac – Karlovac (1997./98.) - Kaštela – Kaštel Sućurac, Kaštela (2009./10.) - Križevci – Križevci (2011./12.) - Omiš – Omiš (1992. ↓A2, 1992./93. ↓A2) - Osijek – Osijek (1992.) - Osječki Sokol – Osijek (2006./07.) - Vrijednosnice – Osijek ← Darda (2009./10.) - Istra – Pula (1992. ↓A2, 1992./93.) - Jadrankolor – Rijeka (1993./94.) - Kantrida – Rijeka (1995./96.) - Kvarner – Rijeka (1992. ↓A2, 1992./93.) - Kvarner 2010 – Rijeka (2010./11.) - Alkar – Sinj (1992./93. ↓A2, 1993./94.) - Slavonski Brod – Slavonski Brod (1996./97.) - Dalvin – Split (1992. ↓A2, 1992./93.) - Split – Split (1992.) - Jolly – Šibenik (2011./12.) - GKK Šibenik – Šibenik (2013./14.) - KK Šibenik – Šibenik (1992.) - Škrljevo – Škrljevo (2015./16.) | - Trogir – Trogir (2008./09.) - MIV – Varaždin (1992./93. ↓A2, 1993./94.) - Zagorje – Varaždin (2003./04.) - Gorica – Velika Gorica (2014./15.) - Vinkovci – Vinkovci (1995./96.) - Podravac – Virje (1997./98.) - Zabok – Zabok (2007./08.) - Jazine Arbanasi – Zadar (2017./18.) - Puntamika – Zadar (1993./94.) - Zadar – Zadar (1992.) - Bosco – Zagreb (2018./19.) - Cedevita – Zagreb (2002./03.) - Cedevita Junior – Zagreb (2021./22.) - Cibona – Zagreb (1992.) - Dinamo – Zagreb (2022./23.) - Dona – Zagreb (1993./94.) - Dubrava – Zagreb (1992. ↓A2, 1992./93. ↓A2, 1993./94.) - Franck – Zagreb (1995./96.) - Hermes Analitica – Zagreb (2000./01.) - Maksimir – Zagreb (1994./95.) - Tuškanac – Zagreb (1992./93. ↓A2) - Zagreb – Zagreb (1992.) - Zrinjevac – Zagreb (1992. ↓A2, 1992./93.) - Fortuna – Zaprešić (1992./93. ↓A2) |

↑A2  klubovi koji su sudjelovali u A2 ligi u sezonama 1992. i/ili 1992./93., ali su se plasirali u doigravanje za prvaka Hrvatske 

## Prvaci i doprvaci

### Doigravanje
| sezona        | broj klubova u doigr. | pobjednik                                                                   | završna serija                                                              | doprvak                                                                     |
| A-1 liga      | A-1 liga              | A-1 liga                                                                    | A-1 liga                                                                    | A-1 liga                                                                    |
| ------------- | --------------------- | --------------------------------------------------------------------------- | --------------------------------------------------------------------------- | --------------------------------------------------------------------------- |
| 1992.         | 12                    | Cibona Zagreb                                                               | 2:1                                                                         | Zadar                                                                       |
| 1992./93.     | 16                    | Cibona Zagreb (2)                                                           | 3:1                                                                         | Slobodna Dalmacija Split                                                    |
| 1993./94.     | 8->4                  | Cibona Zagreb (3)                                                           | 3:0                                                                         | Croatia Osiguranje Split                                                    |
| 1994./95.     | 8->4                  | Cibona Zagreb (4)                                                           | 3:1                                                                         | Zrinjevac Zagreb                                                            |
| 1995./96.     | 4                     | Cibona Zagreb (5)                                                           | 3:1                                                                         | Croatia Osiguranje Split                                                    |
| 1996./97.     | 8                     | Cibona Zagreb (6)                                                           | 3:1                                                                         | Croatia Osiguranje Split                                                    |
| 1997./98.     | 8                     | Cibona Zagreb (7)                                                           | 3:1                                                                         | Zadar                                                                       |
| 1998./99.     | 8                     | Cibona Zagreb (8)                                                           | 3:1                                                                         | Zadar                                                                       |
| 1999./00.     | 4                     | Cibona Zagreb (9)                                                           | 2:0                                                                         | Zadar                                                                       |
| 2000./01.     | 11                    | Cibona VIP Zagreb (10)                                                      | 3:0                                                                         | Split Croatia Osiguranje                                                    |
| 2001./02.     |                       | Cibona VIP Zagreb (11)                                                      | 2:0                                                                         | Zadar                                                                       |
| 2002./03.     |                       | Split Croatia Osiguranje                                                    | 2:0                                                                         | Cibona VIP Zagreb                                                           |
| 2003./04.     |                       | Cibona VIP Zagreb (12)                                                      | 3:1                                                                         | Zadar                                                                       |
| 2004./05.     |                       | Zadar                                                                       | 3:2                                                                         | Cibona VIP Zagreb                                                           |
| 2005./06.     |                       | Cibona VIP Zagreb (13)                                                      | 2:1                                                                         | Zadar                                                                       |
| 2006./07.     |                       | Cibona VIP Zagreb (14)                                                      | 3:2                                                                         | Zadar                                                                       |
| 2007./08.     |                       | Zadar (2)                                                                   | 3:2                                                                         | Split Croatia Osiguranje                                                    |
| 2008./09.     |                       | Cibona Zagreb (15)                                                          | 3:1                                                                         | Zadar                                                                       |
| 2009./10.     |                       | Cibona Zagreb (16)                                                          | 3:2                                                                         | Zadar                                                                       |
| 2010./11.     |                       | Zagreb                                                                      | 3:0                                                                         | Cedevita Zagreb                                                             |
| 2011./12.     |                       | Cibona Zagreb (17)                                                          | 3:1                                                                         | Cedevita Zagreb                                                             |
| 2012./13.     |                       | Cibona Zagreb (18)                                                          | 3:0                                                                         | Zadar                                                                       |
| 2013./14.     |                       | Cedevita Zagreb                                                             | 3:0                                                                         | Cibona Zagreb                                                               |
| 2014./15.     |                       | Cedevita Zagreb (2)                                                         | 3:1                                                                         | Cibona Zagreb                                                               |
| 2015./16.     |                       | Cedevita Zagreb (3)                                                         | 3:0                                                                         | Cibona Zagreb                                                               |
| 2016./17.     |                       | Cedevita Zagreb (4)                                                         | 3:2                                                                         | Cibona Zagreb                                                               |
| Premijer liga |                       |                                                                             |                                                                             |                                                                             |
| 2017./18.     |                       | Cedevita Zagreb (5)                                                         | 3:1                                                                         | Cibona Zagreb                                                               |
| 2018./19.     |                       | Cibona Zagreb (19)                                                          | 4:0                                                                         | Cedevita Zagreb                                                             |
| 2019./20.     |                       | nije igrano radi pandemije COVID-19 u svijetu i Hrvatskoj, sezona prekinuta | nije igrano radi pandemije COVID-19 u svijetu i Hrvatskoj, sezona prekinuta | nije igrano radi pandemije COVID-19 u svijetu i Hrvatskoj, sezona prekinuta |
| 2020./21.     |                       | Zadar (3)                                                                   | 3:2                                                                         | Split                                                                       |
| 2021./22.     |                       | Cibona Zagreb (20)                                                          | 3:2                                                                         | Zadar                                                                       |
| 2022./23.     |                       | Zadar (4)                                                                   | 3:0                                                                         | Split                                                                       |
| 2023./24.     |                       | Zadar (5)                                                                   | 3:2                                                                         | Split                                                                       |
| 2024./25.     |                       | Zadar (6)                                                                   | 3:1                                                                         | Split                                                                       |

#### Klubovi po uspješnosti u doigravanju
zaključno sa sezonom 2024./25. 
| klub      | sjedište | pobjednik | finalist | ukupno |
| --------- | -------- | --------- | -------- | ------ |
| Cibona    | Zagreb   | 20        | 7        | 27     |
| Zadar     | Zadar    | 6         | 12       | 18     |
| Cedevita  | Zagreb   | 5         | 3        | 8      |
| Split     | Split    | 1         | 10       | 11     |
| Zagreb    | Zagreb   | 1         | 0        | 1      |
| Zrinjevac | Zagreb   | 0         | 1        | 1      |

### Prve tri momčadi regularnog dijela lige
Kazalo
* U zagradi je broj klubova koji je inicijalno trebao sudjelovati u Prvenstvu; izbačeni ili odustali.
+ označava broj klubova koji je igrao A2 ligu (1992. i '93.), Regionalnu ligu (2001./02.–'15./16.) te se u Prvenstvo uključio tek u doigravanju za prvaka ili međudoigravanju, odnosno ligi za prvaka
= označava da su ekipe bile podijeljene u skupine u početnom dijelu natjecanja te brojčani razmještaj ekipa u skupine
| sezona           | broj * klubova | prvoplasirani            | drugoplasirani           | trećeplasirani                |
| A-1 liga         | A-1 liga       | A-1 liga                 | A-1 liga                 | A-1 liga                      |
| ---------------- | -------------- | ------------------------ | ------------------------ | ----------------------------- |
| 1992.            | 6+6            | Cibona Zagreb            | Zadar                    | Slobodna Dalmacija Split      |
| 1992./93.        | 10+6           | Cibona Zagreb (2)        | Slobodna Dalmacija Split | Zagreb                        |
| 1993./94.        | 16=2x8         | Cibona Zagreb (3)        | Croatia Osiguranje Split | Zagreb                        |
| 1994./95.        | 16=2x8         | Cibona Zagreb (4)        | Croatia Osiguranje Split | Zrinjevac Zagreb              |
| 1995./96.        | 12             | Cibona Zagreb (5)        | Croatia Osiguranje Split | Zrinjevac Zagreb              |
| 1996./97.        | 12             | Cibona Zagreb (6)        | Croatia Osiguranje Split | Zrinjevac Zagreb              |
| 1997./98.        | 14             | Cibona Zagreb (7)        | Zadar                    | Zagreb                        |
| 1998./99.        | 12             | Zadar                    | Cibona Zagreb            | Split                         |
| 1999./00.        | 12             | Cibona Zagreb (8)        | Zadar                    | Split Croatia Osiguranje      |
| 2000./01.        | 12             | Cibona VIP Zagreb (9)    | Split Croatia Osiguranje | Sava Osiguranje Rijeka        |
| 2001./02.        | 8+4            | Cibona VIP Zagreb (10)   | Zadar                    | Zagreb                        |
| 2002./03.        | 8+4            | Split Croatia Osiguranje | Cibona VIP Zagreb        | Zadar                         |
| 2003./04.        | 9(10)+4        | Zadar (2)                | Cibona VIP Zagreb        | Zagreb                        |
| 2004./05.        | 10+4           | Cibona VIP Zagreb (11)   | Zadar                    | Šibenik                       |
| 2005./06.        | 11+3           | Cibona VIP Zagreb (12)   | Zadar                    | Split Croatia Osiguranje      |
| 2006./07.        | 9+4            | Cibona VIP Zagreb (13)   | Zadar                    | Zagreb                        |
| 2007./08.        | 10+4           | Zadar (3)                | Split Croatia Osiguranje | Cibona VIP Zagreb             |
| 2008./09.        | 10+4           | Cibona VIP Zagreb (14)   | Zadar                    | Zagreb CO                     |
| 2009./10.        | 10+4           | Cibona VIP Zagreb (15)   | Zadar                    | Cedevita Zagreb               |
| 2010./11.        | 10+4           | Cedevita Zagreb          | Zadar                    | Zagreb CO                     |
| 2011./12.        | 11+3           | Cibona Zagreb (16)       | Cedevita Zagreb          | Split                         |
| 2012./13.        | 10+4           | Cibona Zagreb (17)       | Zadar                    | Cedevita Zagreb               |
| 2013./14.        | 10+3           | Cedevita Zagreb (2)      | Cibona Zagreb            | Zadar                         |
| 2014./15.        | 10(11)+3       | Cedevita Zagreb (3)      | Cibona Zagreb            | Zadar                         |
| 2015./16.        | 11+3           | Cedevita Zagreb (4)      | Cibona Zagreb            | Zadar                         |
| 2016./17.        | 14             | Šibenik                  | Split                    | Jolly Jadranska banka Šibenik |
| Premijer liga    |                |                          |                          |                               |
| 2017./18.        | 13             | Cedevita Zagreb (5)      | Zadar                    | Cibona Zagreb                 |
| 2018./19.        | 12             | Zadar (4)                | Cibona Zagreb            | Split                         |
| 2019./20. ↓19/20 | 12             | Zadar                    | Cibona Zagreb            | Split                         |
| 2020./21.        | 12             | Zadar (5)                | Split                    | Cibona Zagreb                 |
| 2021./22.        | 12             | Cibona Zagreb (18)       | Zadar                    | Split                         |
| 2022./23.        | 12             | Split (2)                | Zadar                    | Cibona Zagreb                 |
| 2023./24.        | 12             | Zadar (6)                | Split                    | Cibona Zagreb                 |
| 2024./25.        | 12             | Zadar (7)                | Split                    |                               |
| 2025./26.        |                |                          |                          |                               |

 Napomene: 

- u sezonama 1993./94. i 1994./95. Bijela liga
- u sezoni 1999./2000. Mini liga za prvaka
- od sezone 2001./02. do 2015./16.  Liga za prvaka

↑19/20  - u sezoni 2019./20. liga prekinuta nakon 21. od planirana 33 kola regularne sezone (panedmija COVID-19), te je poništena odlukom HKS-a

#### Klubovi po uspješnosti u regularnom dijelu lige
zaključno s 2020./21.; nije uključena sezona 2019./20. 
| klub      | sjedište | prvoplasirani | drugoplasirani | trećeplasirani | ukupno |
| --------- | -------- | ------------- | -------------- | -------------- | ------ |
| Cibona    | Zagreb   | 17            | 7              | 4              | 28     |
| Cedevita  | Zagreb   | 5             | 1              | 2              | 8      |
| Zadar     | Zadar    | 5             | 13             | 4              | 22     |
| Split     | Split    | 2             | 9              | 6              | 17     |
| Šibenik   | Šibenik  | 1             |                | 1              | 2      |
| Zagreb    | Zagreb   |               |                | 8              | 8      |
| Zrinjevac | Zagreb   |               |                | 3              | 3      |
| Kvarner   | Rijeka   |               |                | 1              | 1      |
| Jolly     | Šibenik  |               |                | 1              | 1      |

### Pobjednici prvoga dijela A-1 lige (2001./02. – 2015./16.)
Prvi dio sezone, uglavnom igran bez sudionika ABA lige, uoči "Lige za prvaka" i "lige za ostanak"
| sezona    | prvoplasirani           |
| --------- | ----------------------- |
| 2001./02. | Zagreb                  |
| 2002./03. | Istra Pula              |
| 2003./04. | Hermes Analitica Zagreb |
| 2004./05. | Dubrovnik               |
| 2005./06. | Dubrovnik               |
| 2006./07. | Cedevita Zagreb         |
| 2007./08. | Cedevita Zagreb         |
| 2008./09. | Cedevita Zagreb         |
| 2009./10. | Zabok                   |
| 2010./11. | Split                   |
| 2011./12. | Zadar                   |
| 2012./13. | Zagreb                  |
| 2013./14. | Zagreb                  |
| 2014./15. | Zagreb                  |
| 2015./16. | Zagreb                  |

## Vanjske poveznice
- Službena stranica Hrvatskog košarkaškog saveza